# François Sainte de Wollant

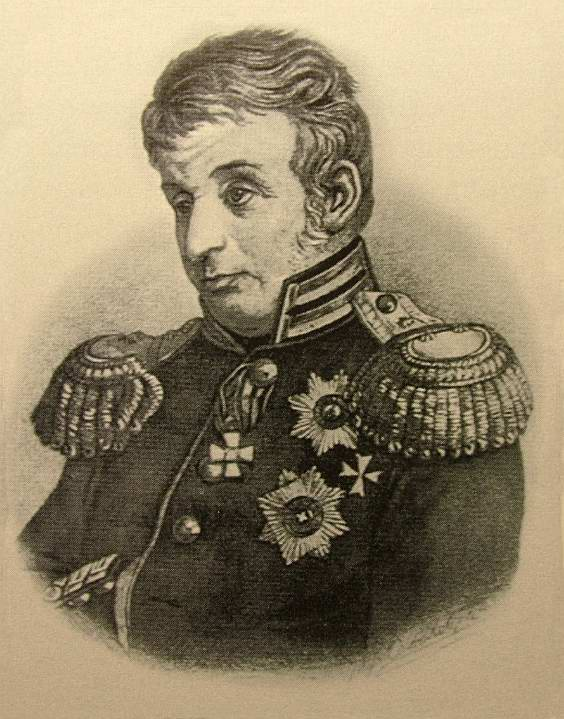
François Sainte de Wollant (etwa 1805)

François Paul Sainte de Wollant, in Russland Franz Pawlowitsch de Wollan, (niederländisch Frans de Wollant, russisch Франц Павлович де Воллан; * 20. September 1752 in Antwerpen; † 30. Novemberjul. / 12. Dezember 1818greg. in St. Petersburg) war ein niederländisch-russischer Militäringenieur.

## Leben
Wollants Vater war ein niederländischer Oberstleutnant. Ab seinem 9. Lebensjahr wuchs Wollant bei seinen mütterlichen Großeltern in Deutschland auf. Er wurde Militäringenieur und Kartograf. Im Dienst der Niederländischen Ostindien-Kompanie sammelte er Erfahrungen im Festungsbau. Mit dem Ingenieur-Leutnant van Hooff kartografierte er ab 1773 die IJssel und den Oberlauf von Rhein und Waal. Mit niederländischen Auswanderern kam er nach Nordamerika. Er beteiligte sich im Amerikanischen Unabhängigkeitskrieg am Festungsbau und kämpfte mit den Engländern. 1779–1784 war er in Niederländisch-Guayana und erstellte einen Festungsplan. Nach seiner Rückkehr fertigte er einen Atlas von Overijssel und Gelderland an.
Mit Unterstützung des russischen Botschafters Stepan Kolytschow in Den Haag trat Wollant am 30. Oktober 1787 als Ingenieur-Major in den russischen Dienst. Im folgenden Jahr nahm er in der Flotte des Admirals Samuel Greigh im Russisch-Schwedischen Krieg (1788–1790) an der Seeschlacht bei Gotland teil.
Am Ende des Jahres 1788 wurde Wollant in das Gouvernement Taurien zur Armee Grigori Potjomkins geschickt, der Ingenieure brauchte. Zunächst stand er dem Baukomitee der Stadt und des Hafens Nikolajew zur Verfügung. Dann nahm er am Feldzug gegen die Osmanen teil und war bei den Belagerungen und Eroberungen der Festungen Căușeni, Palanka, Akkerman, Bender, Kilija und Ismail dabei. Auch nahm er an den Schlachten bei Babadag, Brăila und Măcin teil.

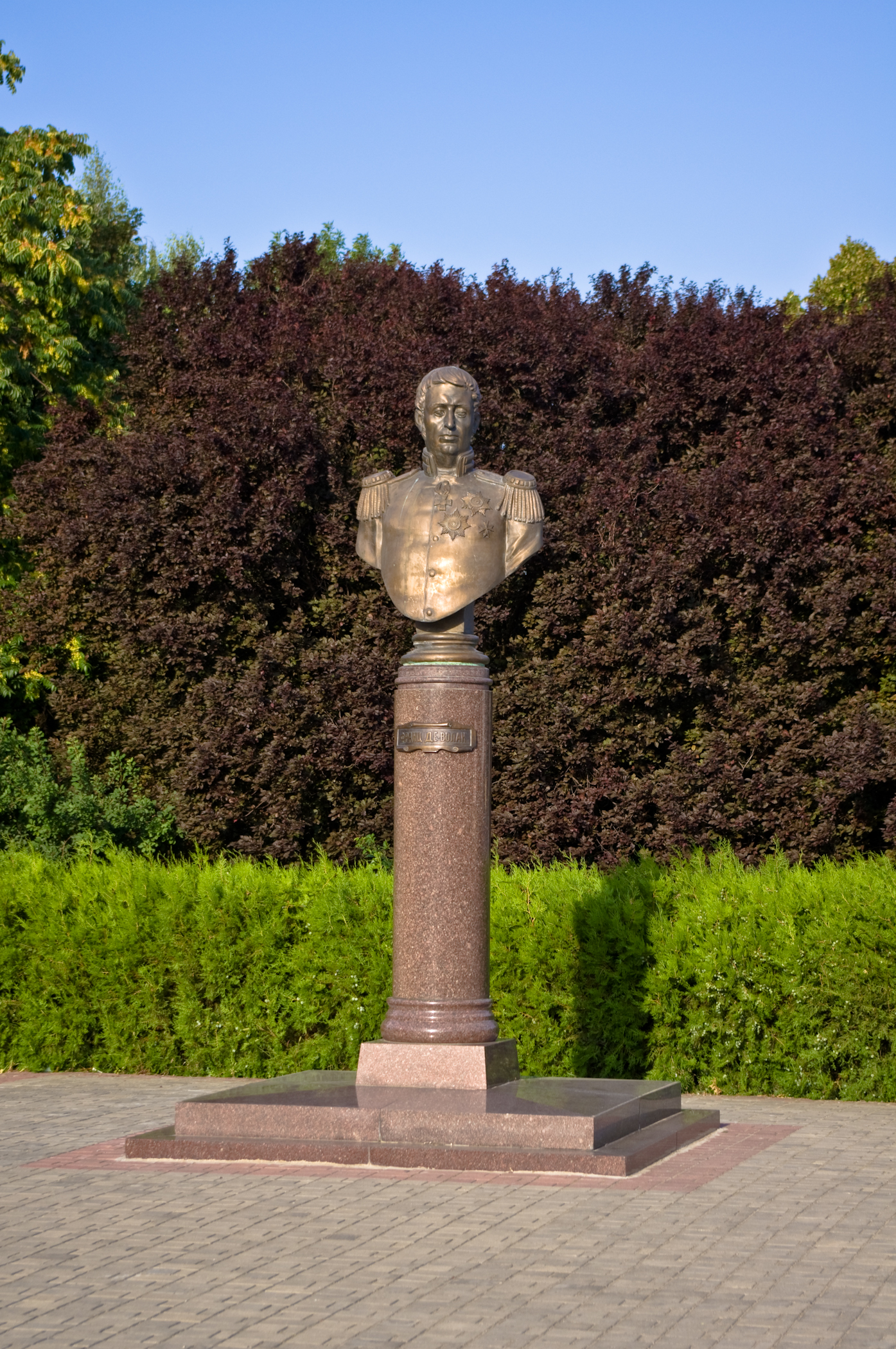
Wollant-Denkmal in Tiraspol

Nach Kriegsende befestigte Wollant 1792 die Städte und Festungen an den Küsten des Asowschen und Schwarzen Meers. Im nächsten Jahr wurde er 1. Ingenieur der Südarmee Alexander Suworows. Als Oberstleutnant leitete Wollant mit Oberst Iwan Knjasew den Bau der Festung Sewastopol. 1794 war er in Polen bei der Armee zur Niederschlagung des Kościuszko-Aufstands, worauf er zum Oberst befördert wurde. Als Oberingenieur lenkte Wollant 1795 den Bau der Festung Phanagoria (im Krimkrieg zerstört), des Hafens Achtiar und der Festungen Kinburn und Tiraspol. Auch leitete er die Gründung von Perekop, Owidiopol, Grigoriopol und Wosnessensk. Er erstellte die Pläne für die neuen zu bauenden Städte Nikolajew, Nowotscherkassk, Kamensk-Schachtinski u. a. Mit einem Reskript an Graf Platon Subow wies Kaiserin Katharina II. im Dezember 1795 für Wollant für seine unermüdliche erfolgreiche Tätigkeit einmalig 10.000 Rubel und monatlich 100 Rubel Essensgeld an.

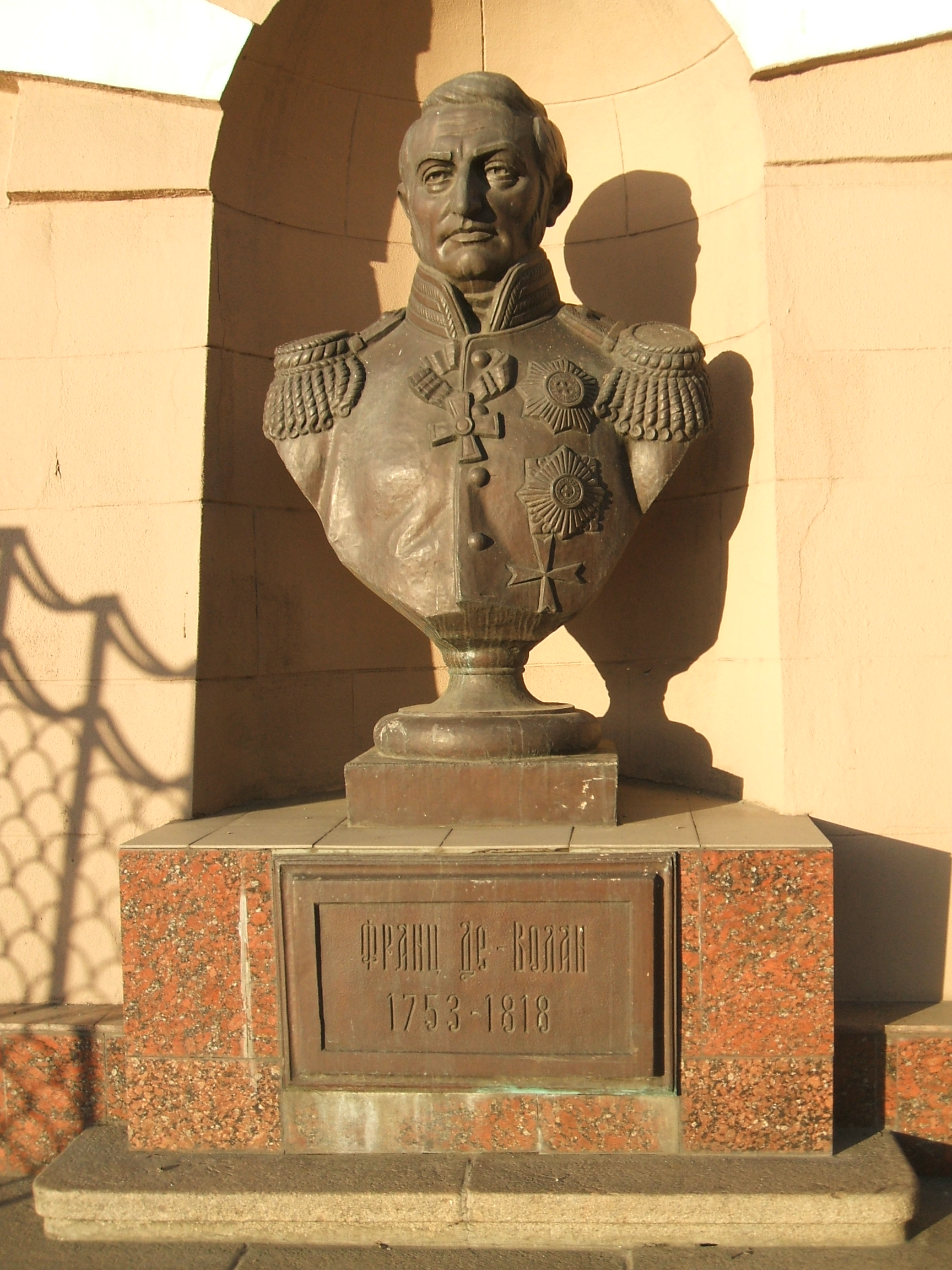
Wollant-Denkmal in Odessa

Mit Admiral José de Ribas wurde Wollant angewiesen, die Dnepr-Mündung und die Schwarzmeer-Küste für die Einrichtung einer Reede und die Wahl eines Orts für einen Hafen zu prüfen. Gewählt wurde die gerade russisch gewordene Festung Hacıbey, die von Katharina II. 1794 zur Stadt erklärt worden war. Dort sollten nun ein Militärhafen und ein Anlegeplatz für die Handelsschifffahrt entstehen. Wollant erstellte die Pläne, die allerhöchste Anerkennung fanden, sodass die Bauarbeiten sofort begannen. Eine Bauverwaltung unter Suworows Kommando mit Wollant als Leiter wurde eingerichtet. Bauplätze zum ewigen Besitz wurden an Privatpersonen übergeben, darunter auch an Wollant. Die Bauarbeiten wurden 1796 erfolgreich abgeschlossen, und die Stadt hieß nun Odessa. Wollant ließ Läden für den Handel mit Brot gegen Salz von der Krim einrichten, was jedoch wegen der Salztransportschwierigkeiten nicht erfolgreich war. Für die Kaufleute richtete er eine Börse ein. Der Tod Katharinas II. 1796 störte die Entwicklung Odessas, indem Wollant 1797 nach St. Petersburg zurückgerufen wurde.
Nach der dritten Teilung Polens 1795 wurde neben anderen Personen Wollant zu einer Stellungnahme für den weiteren Festungsbau aufgefordert. Er stellte die Richtungen von Operationen an der Westgrenze fest und ordnete die vorgeschlagenen Festungen in drei Linien an. Auch verfasste er eine Studie zur Lage der Festungen an der Südgrenze und an der Grenze zum Osmanischen Reich. Im Hinblick auf die Verteidigung der Krim sagte er mögliche Landungsorte voraus, wie sie dann im Krimkrieg benutzt wurden.
Im Juli 1797 war Wollant zum Generalmajor befördert worden, um im Oktober 1798 aus dem Dienst entlassen zu werden, worauf er einige Zeit im Ausland verbrachte. Als die Regierung 1799 ein Departement für Wasserverkehr einrichtete, wurde Wollant im August 1799 in dieses Departement berufen. Er entwickelte einen Plan für den Bau von Seitenkanälen am Onegasee und am Ladogasee im Hinblick auf einen künftigen Weißmeer-Ostsee-Kanal, worauf er im Februar 1800 zum Generalleutnant befördert wurde. Im selben Jahr konnte er für kurze Zeit nach Odessa zurückkehren, um ein Komitee für den Abschluss des Ausbaus der Stadt zu gründen. Nach seinem Projekt baute 1800 Bernhard van der Vlies Umgehungskanäle mit Schleusen an den Dnepr-Stromschnellen und für den Nenassytez-Kanal nahe Sinelnikowo.
Im Hinblick auf das zwischenzeitlich vergessene Projekt Peters I. für den Bau eines Kanals in der Region Wytegra wurde Wollant zur Prospektion dorthin geschickt. Er bestimmte den Verlauf des zu bauenden Kanals zur Verbindung der Flüsse Kowscha und Wytegra, den bereits der Wasserbauingenieur Peters I. John Perry vorgeschlagen hatte. Dank eines Darlehens des Wohltätigkeitsschatzamts der Kaiserin Maria Fjodorowna konnte mit dem Bau sofort begonnen werden, sodass der Kanal nach Maria benannt wurde. Die weitere Entwicklung führte zum Marien-Kanal-System und später zum Wolga-Ostsee-Kanal.
Wollant projektierte und baute das Tichwiner Kanalsystem für die Verbindung von Wolga und Ostsee, das 1811 fertig war. Weitere Projekte auch für Kanäle zu den Flüssen Kem und Nördliche Dwina dienten der Weißmeer-Ostsee-Verbindung.
Als nach dem Aufmarsch französischer Truppen im Februar 1812 in Schwedisch-Vorpommern für den Angriff auf Russland der Chef der Land- und Wasserverkehrsverwaltung Prinz Georg von Oldenburg im März 1812 zur Armee einberufen wurde, erhielt der mit ihm befreundete Wollant dessen Amt. 1816 wurde auf Wollants Initiative ein Sonderkomitee für die Umwandlung der in sehr schlechtem Zustand befindlichen wichtigen Straßen im Reich in gepflasterte Chausseen nach ausländischem Vorbild und deren Unterhalt mit dem Vorsitzenden Graf Alexei Araktschejew berufen, das für den Beginn den Umbau der Straße von Moskau nach St. Petersburg beschloss. Noch im selben Jahr wurde auf Antrag Wollants die Verkehrswege-Verwaltung von Twer nach St. Petersburg verlegt, und es wurden Arbeiter-Brigaden für den Bau und den Unterhalt eingesetzt.
Wollant starb am 12. Dezember 1818 in St. Petersburg und wurde auf dem Wolkowo-Friedhof im lutherischen Teil begraben. Seine Frau Maria geborene de Witt wurde dort 1853 begraben. Sie hatten einen Sohn Alexander (1807–1871).

## Ehrungen, Preise
- Orden des Heiligen Georg IV. Klasse (1791)[3]
- Orden des Heiligen Wladimir IV. Klasse (1791), III. Klasse (1794), II. Klasse (1796)
- Orden des Heiligen Johannes von Jerusalem (1801)
- Russischer Orden der Heiligen Anna I. Klasse (1802)
- Alexander-Newski-Orden (1809)